# Robin Lekic
Robin Lekic (* 12. April 2002 in Schaffhausen) ist ein Schweizer Eishockeyspieler, der seit 2021 als rechter Flügelspieler für den EHC Winterthur in der Swiss League spielt.

## Karriere
Lekic erlernte den Eishockeysport beim EHC Schaffhausen und wechselte im Alter von etwa 13 Jahren in die Nachwuchsorganisation des EHC Kloten. Parallel dazu kam er auch zu Einsätzen bei den Nachwuchsmannschaften des EHC Winterthur und spielte später für das Schweizer U19-Nationalteam. 2022 unterschrieb er beim EHC Winterthur seinen ersten Profivertrag.